# Кен Давитијан
Кен Давитијан (енгл. Ken Davitian, јерм. Քենեթ Դավիթյան; рођен 19. јуна 1953. у Лос Анђелесу, Калифорнија) је амерички комичар, глумац и продуцент.